# Antonio Ruggiero
Antonio Ruggiero (Napoli, 3 marzo 1981) è un cestista italiano.

## Carriera
Ha disputato tra il 1998 e il 2002 quattro campionati, con la maglia di Roseto, dove nella stagione 1999/2000 ha giocato in massima serie.
Dopo diverse stagione disputate in Legadue con Ostuni, dalla stagione 2011-2012 milita nel CUS Bari Pallacanestro, di cui è diventato capitano con la partenza di Domenico Morena. Nella stagione 2011-2012 ha una media di 18,4 punti a partita.
Nell'estate 2015 firma per la Pallacanestro Orzinuovi. Nella stagione successiva viene riconfermato nel roster della squadra orceana e a giugno 2017, al termine di una stagione che lo vedi protagonista, conquista alle final four di Montecatini con la società lombarda, la promozione in Serie A2.
Per la stagione 2017-18 fa ancora parte della squadra neopromossa nel secondo campionato italiano.
Dopo la sconfitta in finale playoff nel campionato di Serie B 2021/22 si è ritirato e ha iniziato a ricoprire l’incarico di Team Manager, sempre della società Pallacanestro Roseto, dalla stagione sportiva 2022/23.

## Palmares
- Coppa Italia LNP: 1

Roseto: 2022